# António Carvalho (cyclisme)
Pour les articles homonymes, voir António Carvalho et Carvalho.
Ferreira Carvalho est un nom portugais ; le premier nom de famille (d'usage facultatif) est Ferreira et le second est Carvalho.
António Ferreira Carvalho, né le 25 octobre 1989 à São Paio de Oleiros, est un coureur cycliste portugais. 

## Palmarès
- 2006
  - 3e étape du Tour du Portugal juniors
- 2007
  - 2e étape du Tour de Valladolid juniors
- 2008
  - 3e du Grand Prix de Mortágua
- 2010
  - Prova de Abertura
  - Prologue (contre-la-montre par équipes) et 2e étape du Tour du Portugal de l'Avenir
- 2011
  - 3e étape du Grand Prix Abimota
- 2012
  - 2e du championnat du Portugal sur route
  - 3e du Grand Prix Abimota
- 2013
  - 5e étape du Tour de l'Alentejo
  - Tour du Portugal de l'Avenir :
    - Classement général
    - 5e étape
- 2015
  - Grand Prix Jornal de Notícias :
    - Classement général
    - 1re étape
- 2016
  - 4e étape du Grand Prix Jornal de Notícias
  - 2e du Grand Prix Jornal de Notícias
- 2018
  - Classement général du Grand Prix Jornal de Notícias
- 2019
  - 3eb étape du Grand Prix Jornal de Notícias (contre-la-montre par équipes)
  - 1re étape du Grand Prix Abimota (contre-la-montre par équipes)
  - 9e étape du Tour du Portugal
  - 3e du championnat du Portugal du contre-la-montre
  - 3e du championnat du Portugal sur route
- 2020
  - 7e étape du Tour du Portugal
- 2022
  - 3e étape du Grande Prémio Douro Internacional (contre-la-montre)
  - 9e étape du Tour du Portugal
  - 2e étape du Grande Prémio Jornal de Notícias
  - 2e du Grande Prémio Douro Internacional
  - 3e du Tour du Portugal
- 2023
  - 8e étape du Grand Prix Jornal de Notícias
  - 3e du Tour du Portugal

## Classements mondiaux
| Année                                 | 2011  | 2012 | 2013 | 2014 | 2015 | 2016 | 2017 | 2018  | 2019 | 2020 | 2021  | 2022 | 2023 | 2024  |
| ------------------------------------- | ----- | ---- | ---- | ---- | ---- | ---- | ---- | ----- | ---- | ---- | ----- | ---- | ---- | ----- |
| Classement mondial                    |       |      |      |      |      | 660e | 686e | 1733e | 506e | 601e | 1190e | 610e | 915e | 2366e |
| UCI Europe Tour                       | 1054e | 598e | 899e | 863e | 651e | 405e | 411e | 1138e | 388e | 487e | 878e  | 472e | nc   | nc    |
|                                       |       |      |      |      |      |      |      |       |      |      |       |      |      |       |
| Légende : nc = non classéSource : UCI |       |      |      |      |      |      |      |       |      |      |       |      |      |       |